# Pallacanestro Cantù 1980-1981
Questa voce raccoglie le informazioni riguardanti la Pallacanestro Cantù nelle competizioni ufficiali della stagione 1980-1981.

## Stagione
La stagione 1980-1981 della Pallacanestro Cantù sponsorizzata Squibb, è la 26ª nel massimo campionato italiano di pallacanestro, la Serie A1.
Per la nuova stagione si optò per la conferma di Bruce Flowers, anche se si dovette convincerlo a rifiutare un'offerta giunta dall'NBA, perché Cleveland premeva per averlo. Invece Wayne Smith non venne confermato, poiché si preferì optare per un giocatore con maggiore tiro dal perimetro. Per questo venne ingaggiato Terry Stotts.
Dopo l'inizio di stagione si decise di rinunciare a Terry Stotts, preferendogli Tom Boswell. Infatti Stotts era un ottimo realizzatore, ma non riusciva a dare una mano a rimbalzo a Bruce Flowers che si ritrovava spesso troppo solo sotto i tabelloni. Il suo "taglio" fu storico, perché si trattò del primo taglio tecnico di un giocatore straniero nella storia del campionato.
Con il nuovo innesto ci fu la rincorsa ai primi posti del campionato e contemporaneamente iniziarono i gironi di Coppa delle Coppe contro Le Mans, Zalgiris Kaunas e Cibona Zagabria che furono una vera e propria formalità. In campionato la Pallacanestro Cantù concluse la stagione regolare al terzo posto e si apprestò ad affrontare una seconda fase, denominata "orologio", che venne inserita per la prima volta, dove ogni squadra doveva giocare tre partite con le squadre che precedevano in classifica e tre con quelle che seguivano. In questo modo i canturini affrontarono per tre partite consecutive la Turisanda Varese (una volta in campionato e due volte in semifinale di coppa). Cantù riuscì ad imporsi in tutte e tre le gare, andando a compiere anche una vera e propria impresa. Infatti dal 1967 Varese era sempre giunta alla finale europea della competizione alla quale aveva partecipato. Cantù interruppe quella straordinaria favola che voleva Varese sempre in finale e si guadagnò il diritto di giocare la finale di Roma contro gli storici rivali del Barcellona. Così il 18 marzo la Pallacanestro Cantù conquistò il suo ottavo trofeo internazionale in nove anni, al termine di una gara dalla forte intensità.
Con questo biglietto da visita Cantù si presentò ai playoff dove sconfisse Torino ai quarti e in semifinale si trovò ancora il Billy Milano, dove le due squadre furono protagoniste di una delle serie più incredibili e appassionanti. Si arrivò in gara-3 dove i tempi regolamentari vennero chiusi sul 64 pari. A ventidue secondi dalla fine Milano era sopra di un punto, Cantù fece fallo su Dino Boselli ma Dan Peterson ordinò al proprio giocatore di andare in lunetta (a cui tempi si poteva anche rinunciare a tirare i liberi e scegliere una rimessa laterale). Boselli sbagliò il primo ma segnò il secondo, così sul +2 per Milano a quattro secondi dalla fine Giorgio Cattini infilò dall'angolo il canestro della parità. Gli ulteriori cinque minuti premiarono la Squibb che vinse 84-85 accedendo alla finale ancora contro la Sinudyne Bologna. La gara decisiva venne giocata al Pianella e la Pallacanestro Cantù conquistò il terzo scudetto della sua storia.

## Roster
|    | Naz.                   | Ruolo | Sportivo             |  |  |  | Note |
| -- | ---------------------- | ----- | -------------------- |  |  |  | ---- |
| 4  | Italia (bandiera)      | A     | Denis Innocentin     |  |  |  |      |
| 6  | Italia (bandiera)      | P     | Giorgio Cattini      |  |  |  |      |
| 7  | Italia (bandiera)      | AG    | Beppe Bosa           |  |  |  |      |
| 8  | Stati Uniti (bandiera) | C     | Bruce Flowers        |  |  |  |      |
| 9  | Italia (bandiera)      | C     | Renzo Tombolato      |  |  |  |      |
| 11 | Italia (bandiera)      | C     | Eugenio Masolo       |  |  |  |      |
| 12 | Italia (bandiera)      | G     | Antonello Riva       |  |  |  |      |
| 14 | Italia (bandiera)      | P     | Pier Luigi Marzorati |  |  |  |      |
| 15 | Stati Uniti (bandiera) | AG    | Tom Boswell          |  |  |  |      |
| 16 | Italia (bandiera)      | PG    | Umberto Cappelletti  |  |  |  |      |
| 18 | Italia (bandiera)      | AG    | Renzo Bariviera      |  |  |  |      |
|    | Stati Uniti (bandiera) | AG    | Terry Stotts         |  |  |  |      |
| -  | Italia (bandiera)      | A     | Valerio Fumagalli    |  |  |  |      |
| -  | Italia (bandiera)      | A     | Antonio Sala         |  |  |  |      |
|    | Italia (bandiera)      | ALL.  | Valerio Bianchini    |  |  |  |      |

## Mercato

### Sessione estiva
| Acquisti | Acquisti            | Acquisti         | Acquisti   |
| R.       | Nome                | da               | Modalità   |
| -------- | ------------------- | ---------------- | ---------- |
| AG       | Terry Stotts        | Oklahoma Sooners | definitiva |
| PG       | Umberto Cappelletti | Aurora Desio     | definitiva |

| Cessioni | Cessioni         | Cessioni     | Cessioni       |
| R.       | Nome             | a            | Modalità       |
| -------- | ---------------- | ------------ | -------------- |
| A        | Wayne Smith      | Free agent   | fine contratto |
| G        | Giuseppe Gergati | Free agent   | fine contratto |
| C        | Mario Beretta    | Aurora Desio | fine contratto |

### Dopo l'inizio della stagione
| Acquisti | Acquisti    | Acquisti   | Acquisti   |
| R.       | Nome        | da         | Modalità   |
| -------- | ----------- | ---------- | ---------- |
| AG       | Tom Boswell | Free agent | definitiva |

| Cessioni | Cessioni     | Cessioni           | Cessioni    |
| R.       | Nome         | a                  | Modalità    |
| -------- | ------------ | ------------------ | ----------- |
| AG       | Terry Stotts | Montana G. Nuggets | Rescissione |

## Risultati
| Campione d'Italia 1980-81 |
| ------------------------- |
| Pall. Cantù 3º titolo     |

| Coppa delle Coppe 1980-1981 |
| --------------------------- |
| Squibb Cantù4º titolo       |